# Ace (網球)
Ace球，网球运动的术语，指发球方发出的球落在对方有效区内，但对方的球拍未能接触到该球，从而直接得分。若接球方用球拍碰到了网球，且未能打回发球方一侧的有效区域，則不能称之为Ace球。
在职业网球比赛中，因为第一次发球不中后还有第二次机会，在一发中球员敢于冒较高失误的风险，发出高速平击球和侧旋球，打向发球区的内角和外角。二发时发球方为了防止双误，往往会用更多的上旋，使球安全过网并落在界内，进攻性较一发小，所以Ace球多在一发时出现。
通常，Ace球会发到有效区域内的边角或者中线附近，迫使接球方很难接到高速的球。现代不少身材高大的男子球员的发球时速可以突破240公里／小时。但只有速度没有角度的发球，很容易被对手适应，因此球员也很重视对发球角度和落点的控制。

## Ace球记录

### 男子
目前，根据ATP的统计数据，个人单场比赛创造Ace球最高纪录是51个，由乔·约翰森和伊沃·卡洛维奇保持的。但非常有意思的是，这两位Ace球专家都在创造纪录的比赛中最终落败。这一纪录在2009年5月24日的法网赛场上被打破，在莱顿·休伊特与伊沃·卡洛维奇的比赛中，卡洛维奇一人就轰出了55记Ace球，但他最终也输掉了比赛，双方共发出74记Ace。2009年7月6日，由安迪·罗迪克与罗杰·费德勒对阵的温布尔登网球锦标赛决赛中，在决胜盘打到14-16的情况下，两人分别发出了27记和50记Ace球，以77记的总和再度打破了纪录。在2010年6月23~25日，法國的尼古拉·馬俞（Nicolas Mahut）和美國的約翰·伊斯內爾（John Isner）比賽，在決勝盤打到68比70的情況下，2人分別打出113個和103個Ace球，以總和216個Ace球创下新紀錄。
球速方面，萨缪尔·格尔斯2012年在釜山打出一记时速263公里（163.4英里/小时）的Ace球，创下Ace球球速新纪录。

### 女子
数量方面，小威廉斯在2012年温网创下整个系列赛102粒Ace球的记录。2015年萨比娜·利斯基在英國伯明罕公開賽的一場比賽中開出27球ace，打破了小威及亚历山卓·史蒂文森25球ace的記錄。
球速方面，同樣地由享有重炮手之稱的萨比娜·利斯基保持紀錄，在2014年史丹福網球公開賽開出131英里/小時（212公里/小時）的發球，打破大威廉斯保有130英里/小时（209公里/小时）的女子Ace球球速的紀錄。